# 普悠瑪列車
普悠瑪自強號列車（英語：Puyuma Express），通稱普悠瑪，為中華民國交通部臺灣鐵路管理局（略稱臺鐵，現改制為臺灣鐵路公司）於2012年由日本引進第二型傾斜式列車，初期主要服務東部幹線特快車班次，目前臺鐵主要路網均可見普悠瑪行駛。

## 名稱
該款列車是繼太魯閣號後，臺鐵再度向民間徵求命名，由臺鐵與臺東縣政府主辦。票選過程中，一開始「太麻里號」一路領先千餘票，「普悠瑪號」最後逆勢異軍突起，以8,778票獲得網路票選獲得最高票；而專家評審結果「普悠瑪」號也同樣獲得評審青睞奪得最高分，成為雙料冠軍並獲得這項命名比賽的第一名，而「太麻里號」則在二項中都屈居第二。
列車的名稱普悠瑪源自臺東市南王部落，卑南語名為「Puyuma」，原指卑南族部落大首領所在地，亦有集合團結的意思。
和太魯閣號一樣，雖然通稱的「普悠瑪號」名稱已廣為使用且顯示於部分車站的最近發車時刻表，但臺鐵為避免票種過度複雜，亦配合其簡化車種的政策，故其票價比照普通自強號，稱為「普悠瑪自強號列車」。自2014年7月16日大改點後，台鐵發行的時刻表將普悠瑪列車的班次標示為「普悠瑪」；車票上除標示「自強」外，並特別標示「普悠瑪」、「Puyuma Express」以供識別。

## 歷史
- 2012年10月15日，第一編成於日本車輛出廠。
- 2012年10月25日，第一編抵達台灣。
- 2013年1月18日，台鐵在台中后里－苗栗三義路段進行列車極速測試，完成測試列車設計的最大速限時速150公里[2]。
- 2013年2月6日，首航於樹林－花蓮間行駛，車次為5208次。
- 2013年7月5日，為疏運夏戀嘉年華造成北迴線周休假日旅遊人潮，從5日～7日、12日～14日止，連續2個週末每天加開2班次行駛樹林－花蓮間的路線[3]。
- 2013年10月30日，237次普悠瑪列車（編組TEMU2003-TEMU2004）行經北迴線和仁路段時，第3車TEP2003電源車的集電弓因為受異物撞擊，導致集電弓受損及碳刷破碎漏氣，使得該列車保護裝置啟動並自動降弓，造成列車斷電卡在和仁車站。當日237次後續往樹林之區間停駛，該編組隨後回送至樹林調車場進行檢修[4]。
- 2014年1月1日，有132名趕回花東的進香團團員集體強行搭乘（編組TED2015+2016）危及安全，台鐵強硬譴責，並指該團補票和罰金共4萬多元，創單一車次的罰款紀錄[5]。
- 2014年4月18日，首度於台東線進行電氣化試運轉[6]。
- 2014年6月28日，由TEMU2027＋2028擔任的5999次媒體、官員試乘專列，於上午10點13分由臺東準點開出，於下午1點43分準點抵達台北[7]。
- 2014年7月1日，以試營運模式開行樹林－台東間，正式開放一般民眾搭乘。
- 2014年7月16日，正式營運於台東線，首航402次。
- 2014年8月12日，211次於上午10:25行經瑞芳至四腳亭間發生擦撞意外，在西線撞上鐵道旁的隔音牆預鑄塊。除主排障器、機車鼻頭蓋及控制箱損傷，山側車壁多處受損，第1至7節車廂均有刮痕、裂洞等破損情形，第7車廂更有1塊側窗玻璃破裂。總共影響2列次班車，共計6百位旅客。
- 2014年11月4日，早上8:33在花蓮過站發車，南下行經平和站南下6公里處，駕駛發現鐵軌上有一群牛，雖立即減速，但仍造成牛群傷亡[8]。
- 2015年12月5日，台鐵增購兩列普悠瑪號（TEMU2035+2036，TEMU2037+2038）即將在12月25日到12月31日交車，車頭旁增加2016「猴」字塗裝。
- 2015年12月15日，為迎接增備車於臺中港下船，開行8771次試運轉至臺中港，並由R157柴電機車拖行至臺中港支線進行淨空測試。
- 2015年12月25日至12月26日，增備車於臺中港下船，由柴油機車頭從臺中港拖到彰化機務段進行檢測。
- 2017年1月5日彩繪普悠瑪號進行卸妝彩繪工程[9]。
- 2017年1月25日，彩繪普悠瑪號TEMU2019+2020卸除彩繪後亮相，卻於兩端端面蓋子露出未卸下的部分。
- 2017年5月，為慶祝台鐵130周年，選定TEMU2005+2006做為彩繪列車，於5月25日試運轉，5月26日首航438次，新彩繪列車包含了8個經典車輛的車頭臉譜，以及北中南東等區共6個特色車站的意象，由樹林開往台東，並於端午連假行駛加班車，另於5月28日行駛133次。
- 2017年10月24日，由台東開往樹林的431次（編組TEMU2019+2020），在花蓮玉里鎮三民站站內發生出軌，無人受傷。[10]
- 2018年6月30日，TEMU2035+2036彩繪成洄瀾之心列車，首航5932次，日後主要以5932-5931台北至花蓮的路線營運。
- 2018年10月21日，樹林開往台東的6432次，編組TEMU2007+2008，於下午16時50分在新馬車站附近發生出軌事故造成18人死亡187人輕重傷；為普悠瑪列車來台加入營運後最嚴重的死傷事故。
- 2018年10月23日，經台北機廠富岡基地勘驗後，確定2018年宜蘭普悠瑪列車出軌事故編組受損嚴重無法修復。[11]
- 2018年10月29日，時任中華民國交通部部長吳宏謀宣佈10月30日開始，太魯閣和普悠瑪號單人駕駛先安排雙駕駛機制[12]。
- 2021年12月29日起，和太魯閣列車恢復為不發售無座位乘車票之規定。

## 使用列車
- 台鐵TEMU2000型電聯車是台鐵所引進的第二款傾斜式列車，由日本車輛製造，因其設計可讓它在彎道上較非傾斜式列車以較快的速度行駛，在多彎的宜蘭線可大幅縮短行駛時間。

- 不過相較於太魯閣號，普悠瑪列車傾斜角度小，但搖晃較劇烈，乘客容易暈車，僅18號（TEMU2035-2036）與19號編組（TEMU2037-2038）有加裝新的避震系統。

- 本型號列車共引進19列38組計152輛車廂，每列車採8輛編成。因TEMU2007-2008編組於2018年翻車事故後停用，實際上營運車輛計18列36組144輛。

## 彩繪
現有
暫無
已卸除
- 客家委員會彩繪
  - 行駛時間：2021.03.31 - 2021.07.06
  - 編組：TEMU2019+TEMU2020
- 蕭青陽台東故事島彩繪
  - 行駛時間：2014.06.29 - 2017.01.05
  - 編組：TEMU2019+TEMU2020
- 台鐵130週年紀念彩繪
  - 行駛時間：2017.05.26 - 2018.05.21
  - 編組：TEMU2005+TEMU2006
- 台灣自行車節喔熊Oh Bear彩繪
  - 行駛時間：2017.09.08 - 2018.03.07
  - 編組：TEMU2037+TEMU2038
- 洄瀾之心彩繪
  - 行駛時間：2018.06.30 - 2019.07.07
  - 編組：TEMU2035+TEMU2036

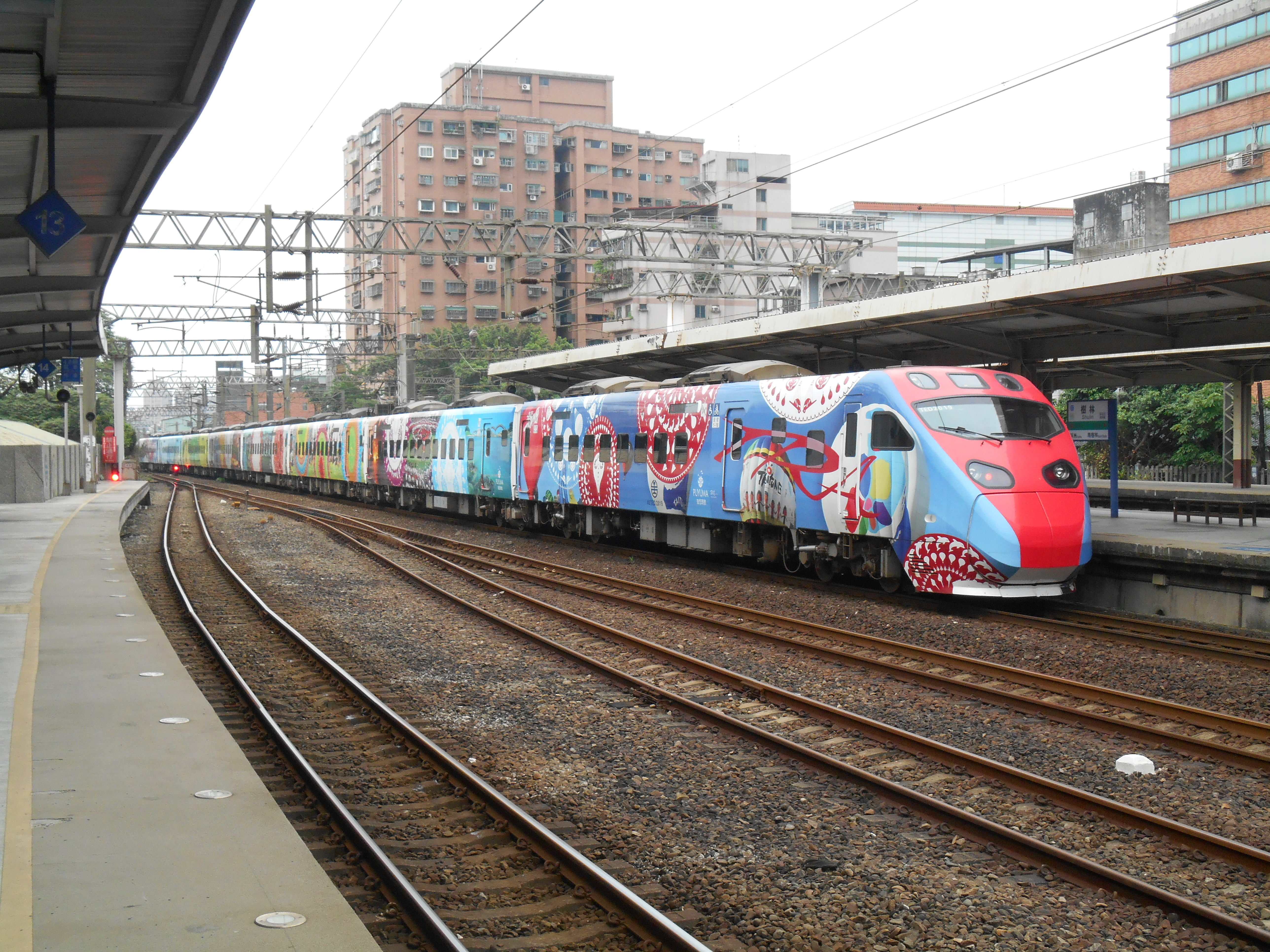
蕭青陽台東故事島彩繪
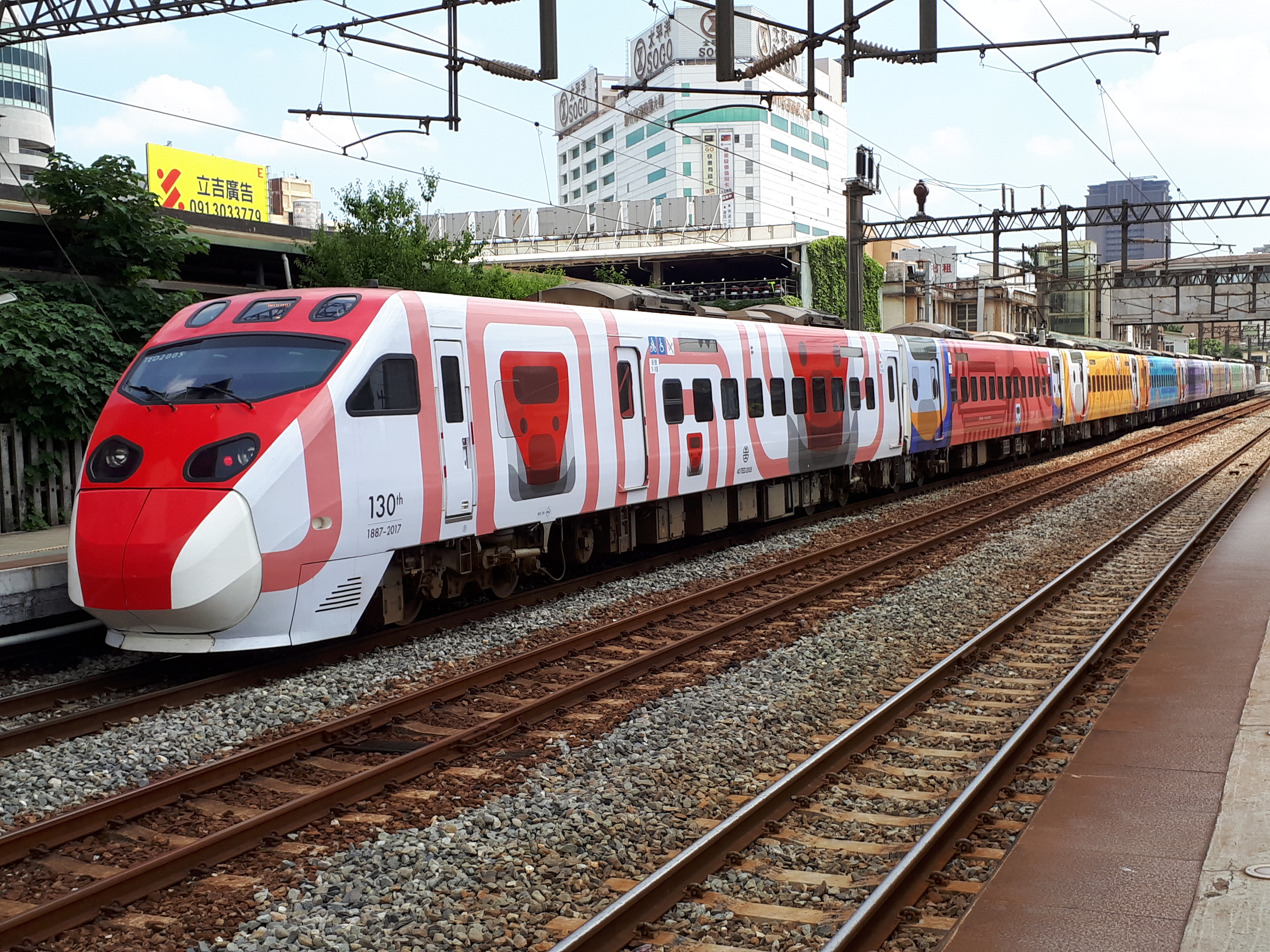
台鐵130週年紀念彩繪
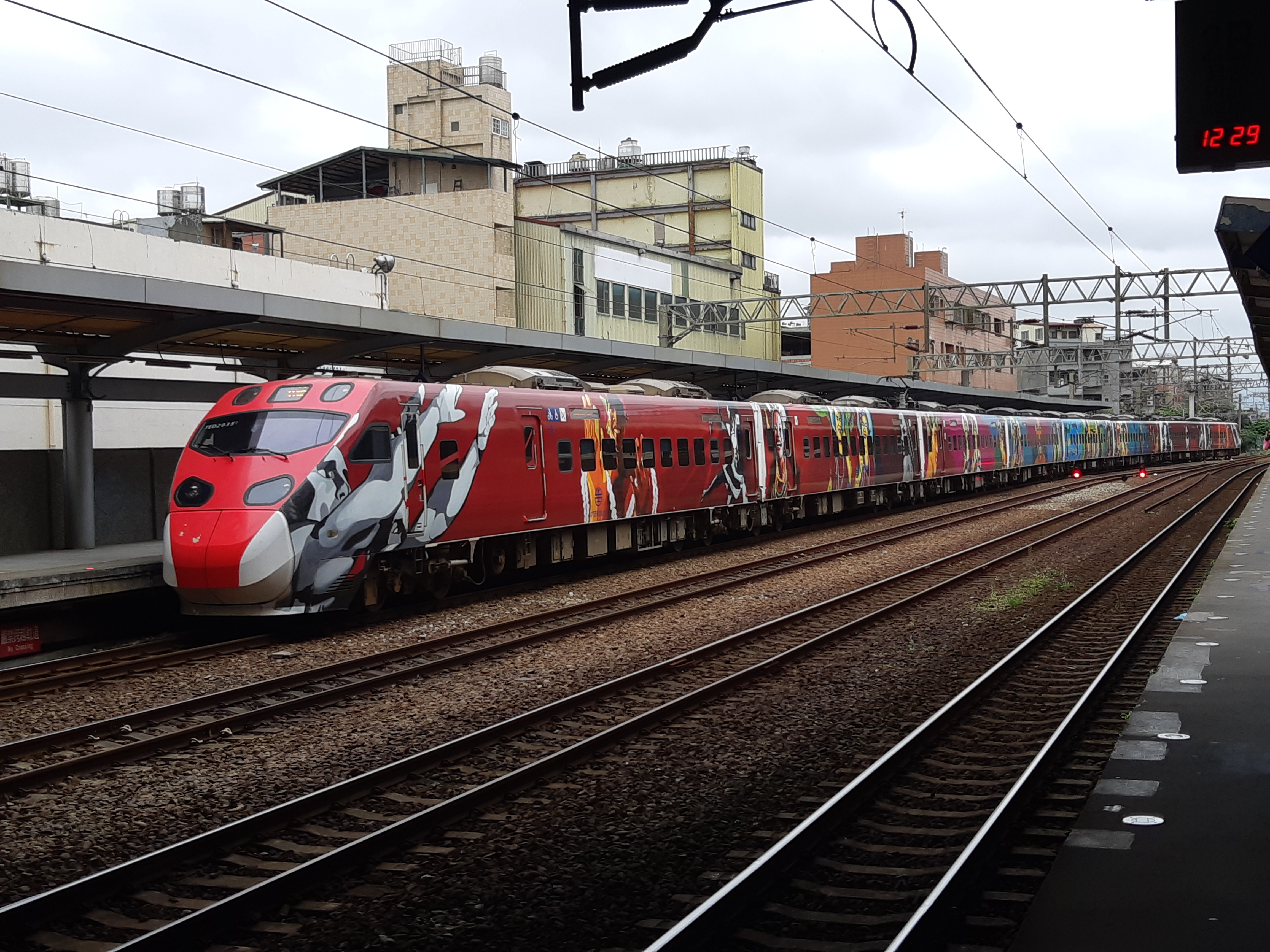
洄瀾之心彩繪
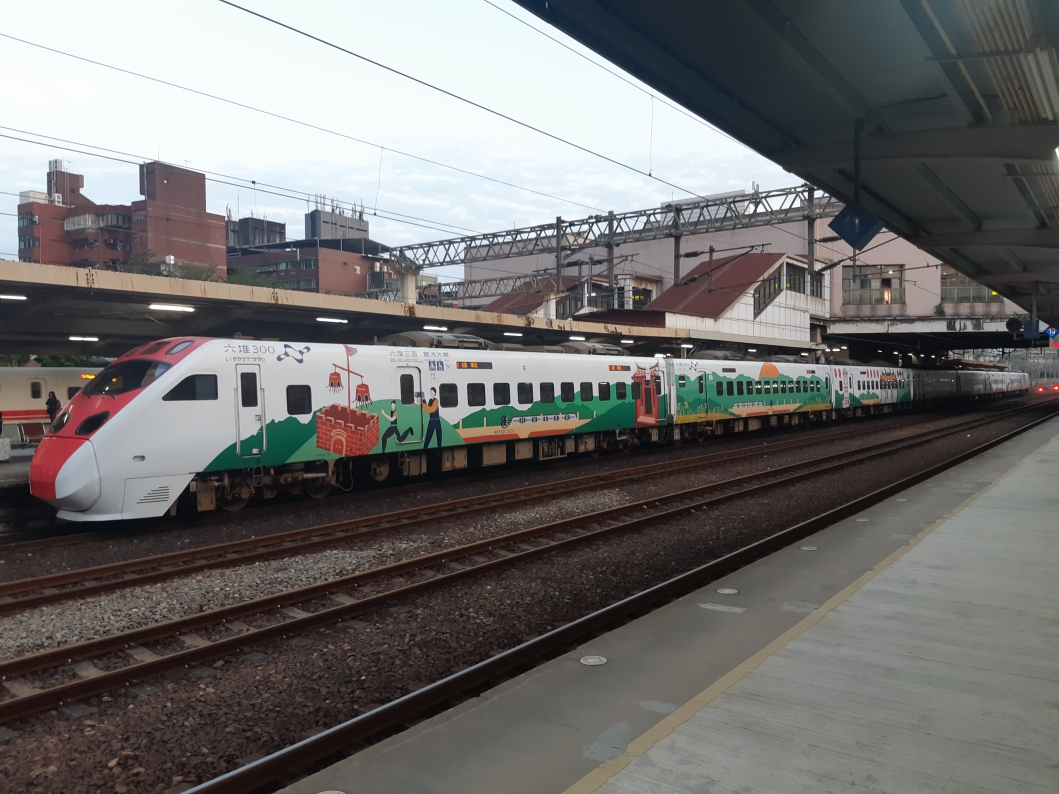
六堆300(客家委員會)彩繪

## 營運

普悠瑪號於高架的汐止車站

普悠瑪號在2014年中旬臺東線電氣部分雙線化工程完成前，先以「新自強號」名義行駛，2014年7月16日改點後，台鐵的時刻表將本車種改標示為「普悠瑪」。
普悠瑪號因過彎傾斜易使站立乘客發生危險，故不發售無座票。無票或不是持有該班次普悠瑪號車票的旅客（含持悠遊卡、一卡通等電子票證、定期票、其他日期車次車種的車票者）不得搭乘，否則將依規定重新補票並加收5成票價。

## 相关缺陷与事故

### 设计缺失
- 普悠瑪列車行李架的高度僅153公分，導致身高較高的旅客不慎撞到[13]
- 普悠瑪列車附設固定式餐桌的四人對坐座椅，因座椅椅距較小，乘客對坐時腳部易碰觸到對方[14]。
- 製造商日本車輛在發生2018年宜蘭普悠瑪列車出軌事故後承認輸出給台灣的普悠瑪列車有設計疏失，並未按照設計圖施工，當列車自動防護系統（ATP）被關閉後，無法按照原訂設計將系統被關閉的訊息發送到調度員所在的行車控制中心[15][16][17][18][19][20][21][22]。

### 事故

#### 下船運送事故
普悠瑪號第一編組（TED2001+2002）2012年10月25日由日本運抵台灣，但在當日甲種運送行經基隆站月台末端時，第四節車廂（TEMB2004）車底左下方牽引變流器的保護罩和月台末端斜坡擦撞，導致列車卡住刮出80公分刮痕。基隆臨港線已經廢線近九年，營業列車不會行駛至該處，雖然相關單位在車輛下船前數日即以柴電機車在運送線路上試運轉，但未考慮普悠瑪號是新傾斜式列車，未事先測量寬度，加上基隆火車站月台加高，造成事故發生。事後台鐵將四名工務系統官員分別遭記過、調職處分。
為防止再次發生，經過軌道曲線半徑重新計算過後，將暖暖、牡丹、貢寮與和仁等4處車站月台邊坡敲除，彰化站則是將月台下方平時供站務人員使用的階梯敲除。

#### 2018年宜蘭出軌事故
2018年10月21日下午4點50分，台鐵普悠瑪6432次（編組TEMU2007+2008）樹林開往台東的列車行經宜蘭線新馬車站北端發生出軌意外，其中第3、5、7、8車翻覆，而八節車廂中又以第8車受損情形最為嚴重造成366名乘客中有18人死亡、215人受到了輕重傷。事故後該編組因受損嚴重無法修復，將於完成調查作業後報廢除籍。
受該事故影響，台鐵於2020年研議取消普悠瑪號傾斜功能。惟因取消傾斜功能將導致行車時間增加10～20分鐘，尚未定案，仍依現行規定行駛。

## 攝影集

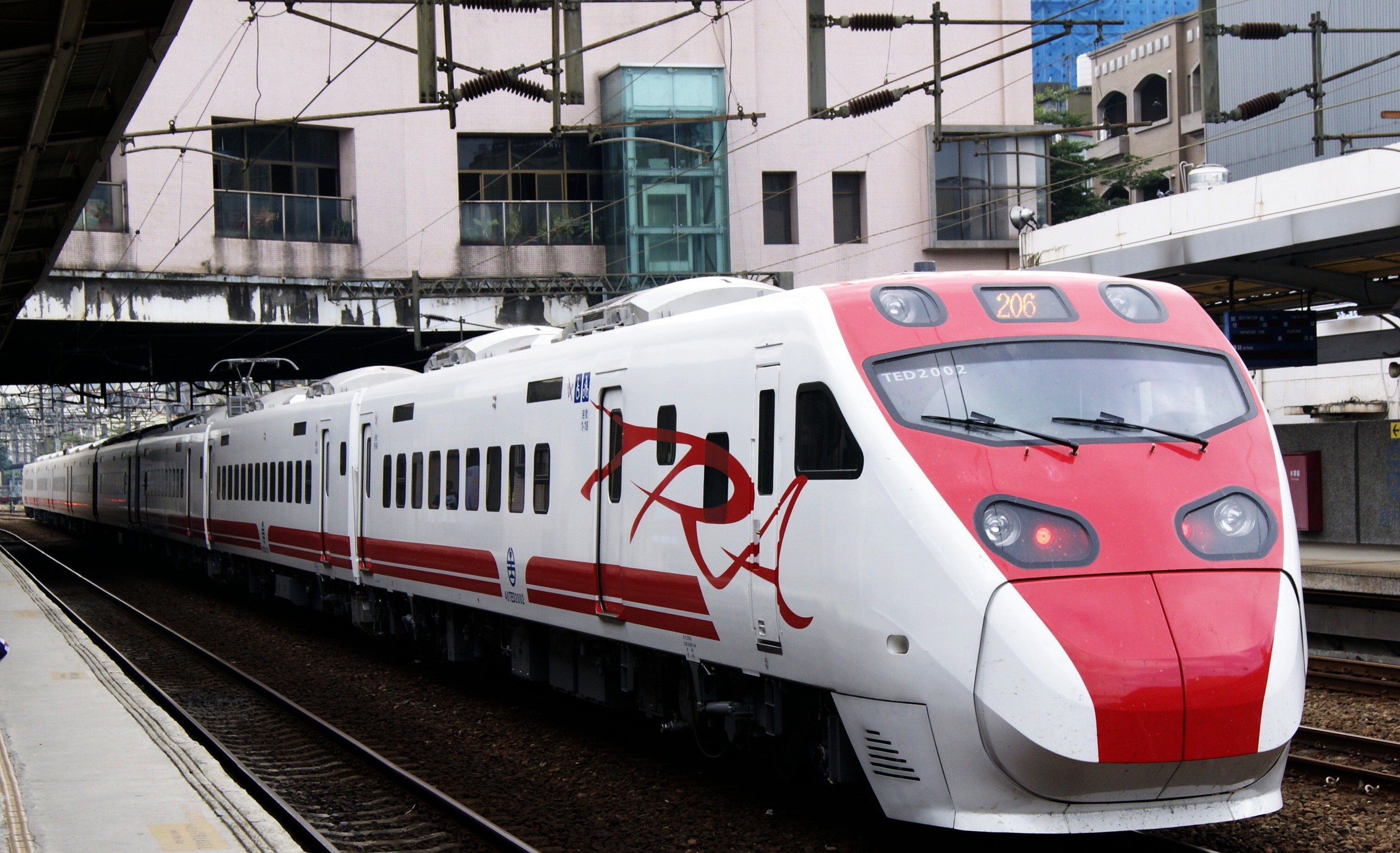
停靠在樹林車站的試車的普悠瑪號
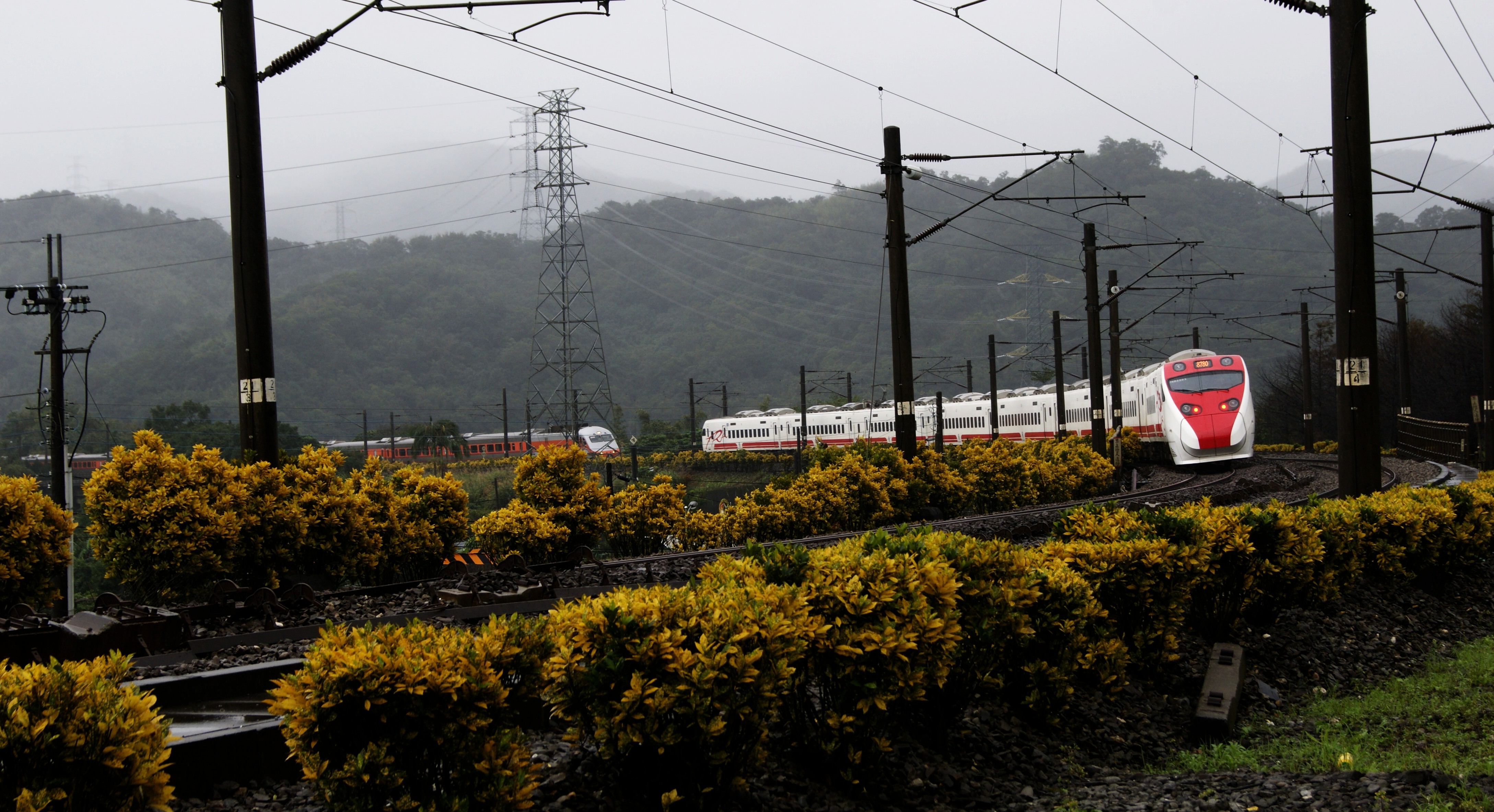
普悠瑪號正在通過牡丹坡，後方的列車為推拉式自強號
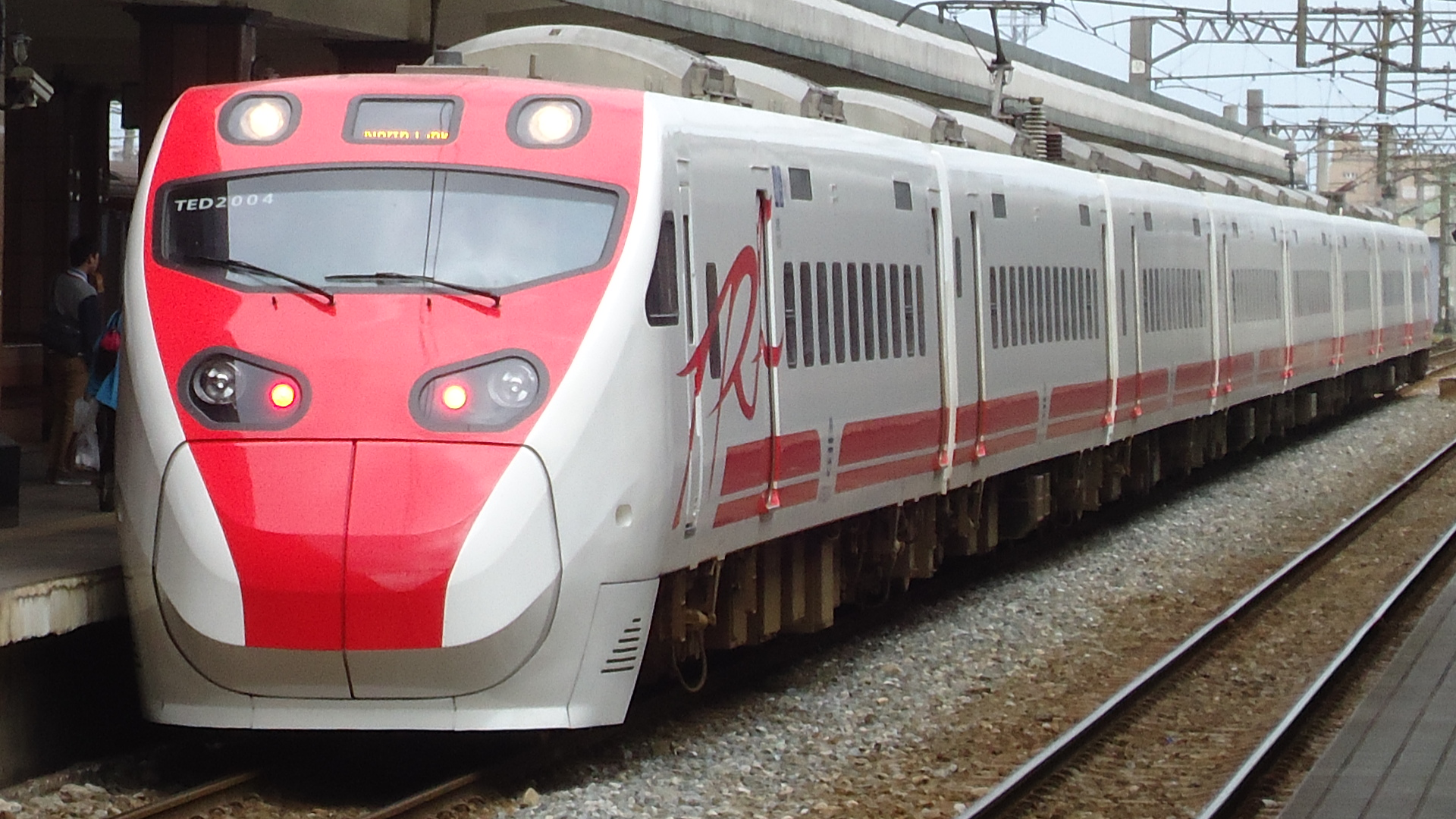
停靠在花蓮車站的普悠瑪號
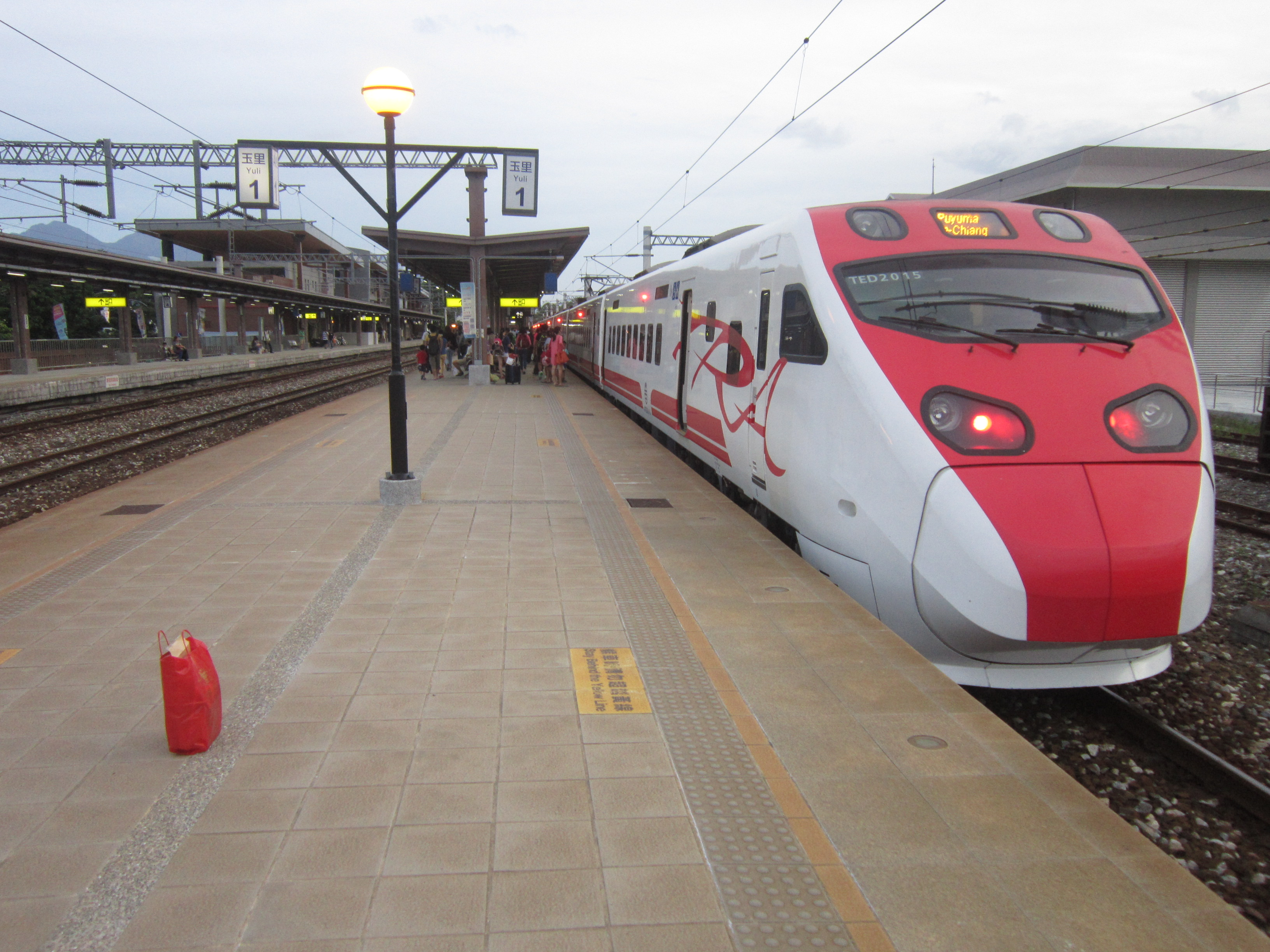
一列停靠在新玉里車站往台東方向月台的普悠瑪號。
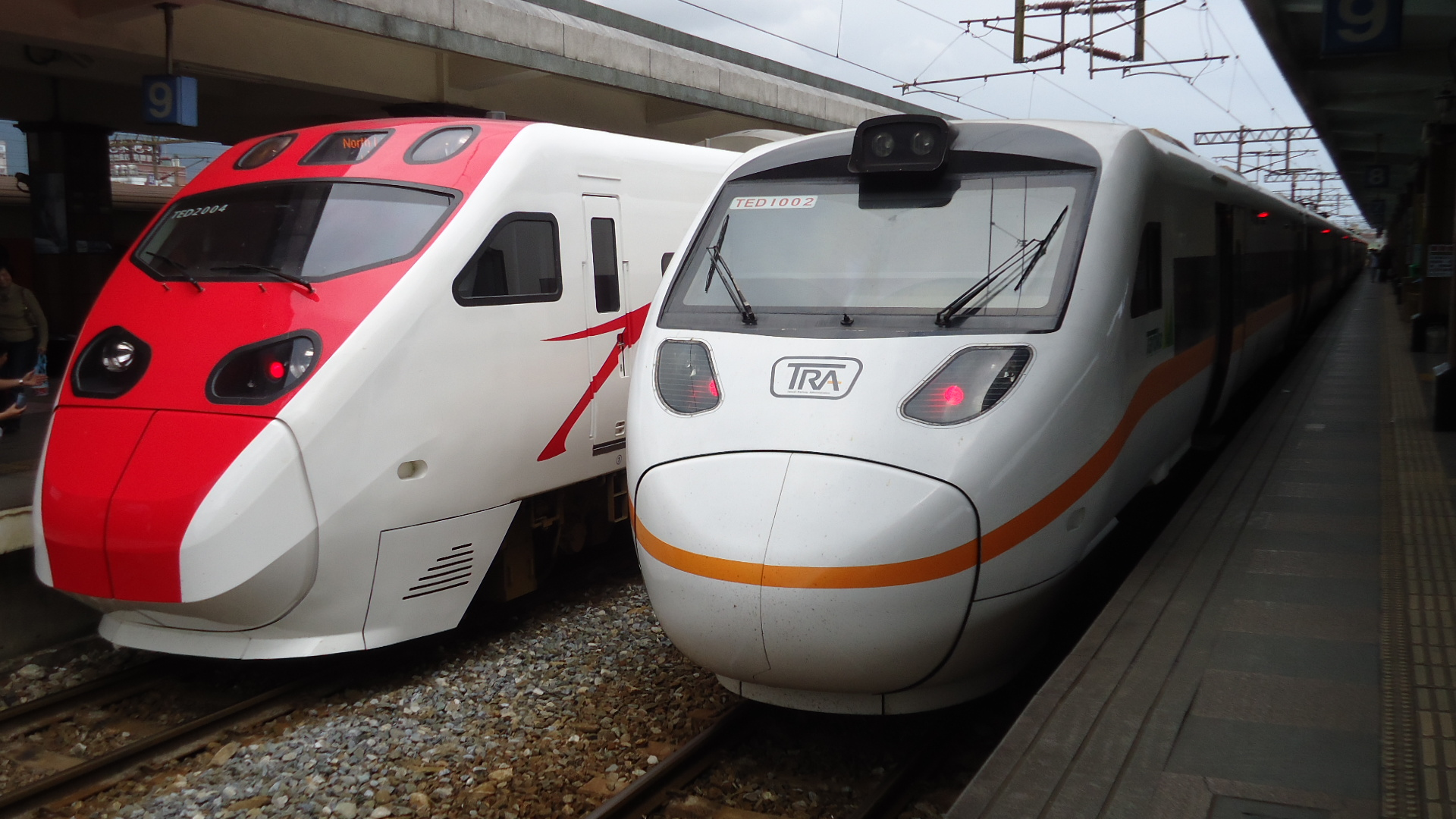
普悠瑪號與太魯閣號一起停靠在花蓮車站
普悠瑪號一般座椅的車廂布局。
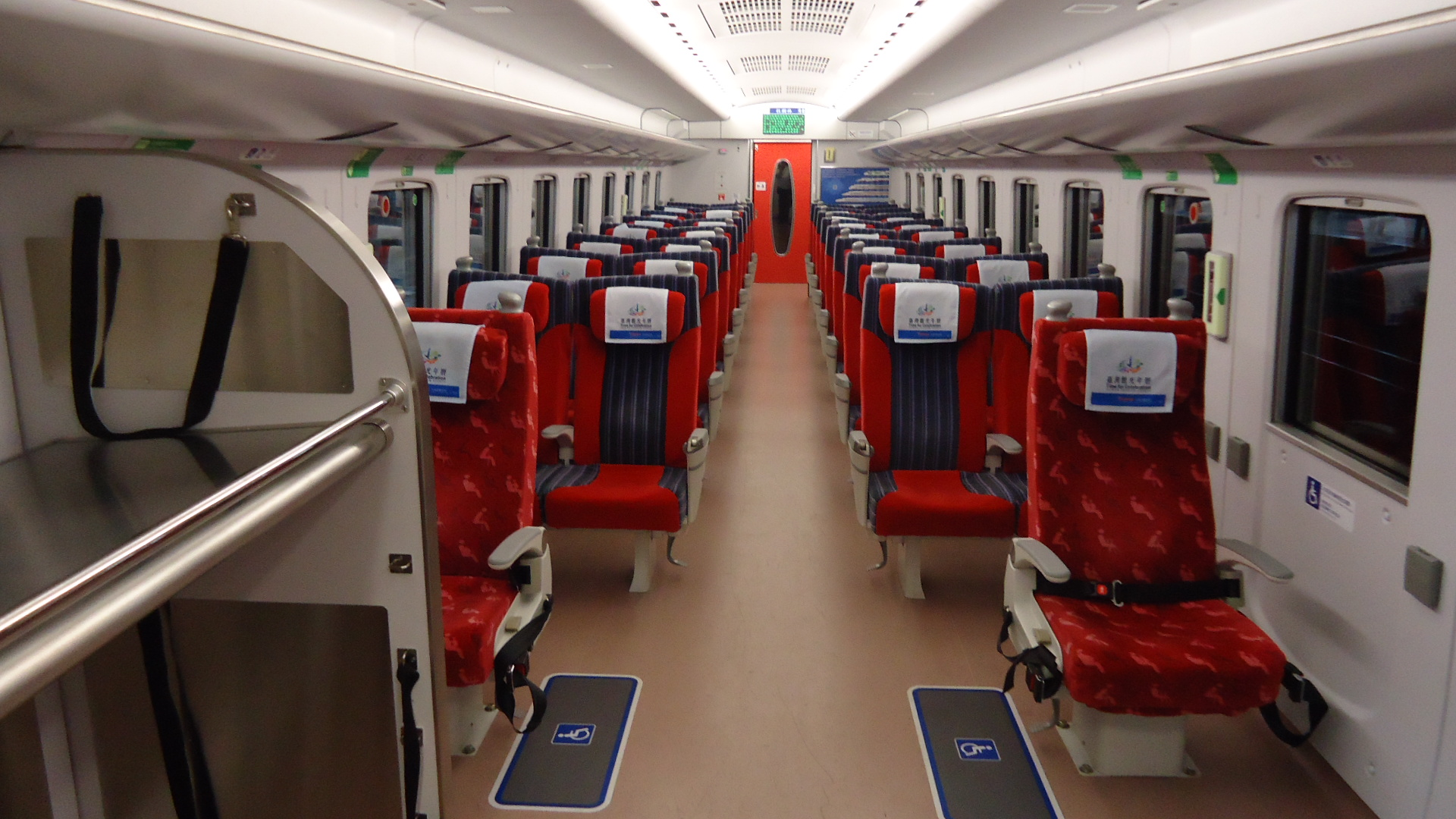
普悠瑪號身障車廂內部
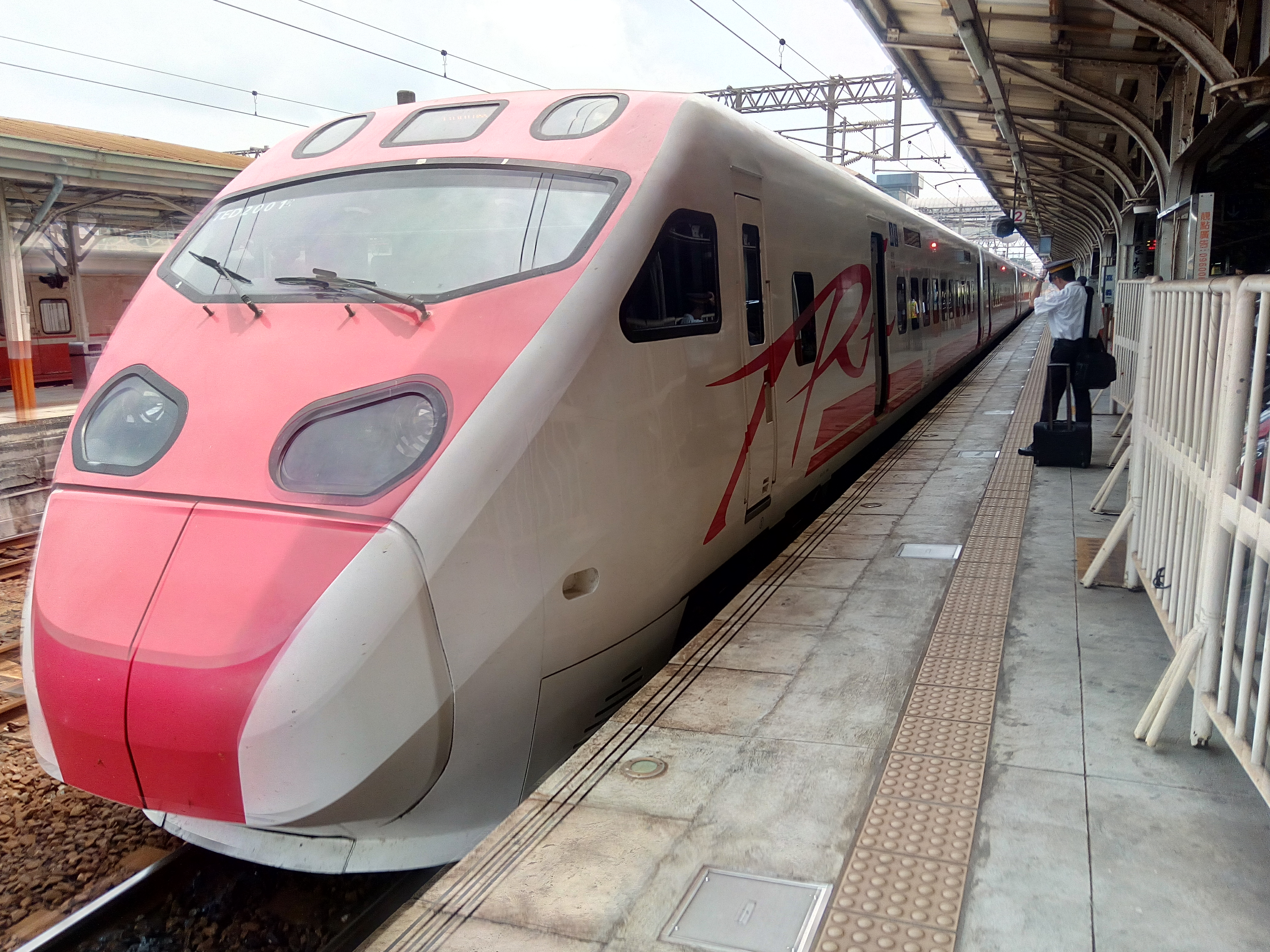
停靠於嘉義車站第一月台的111次往潮州普悠瑪號列車
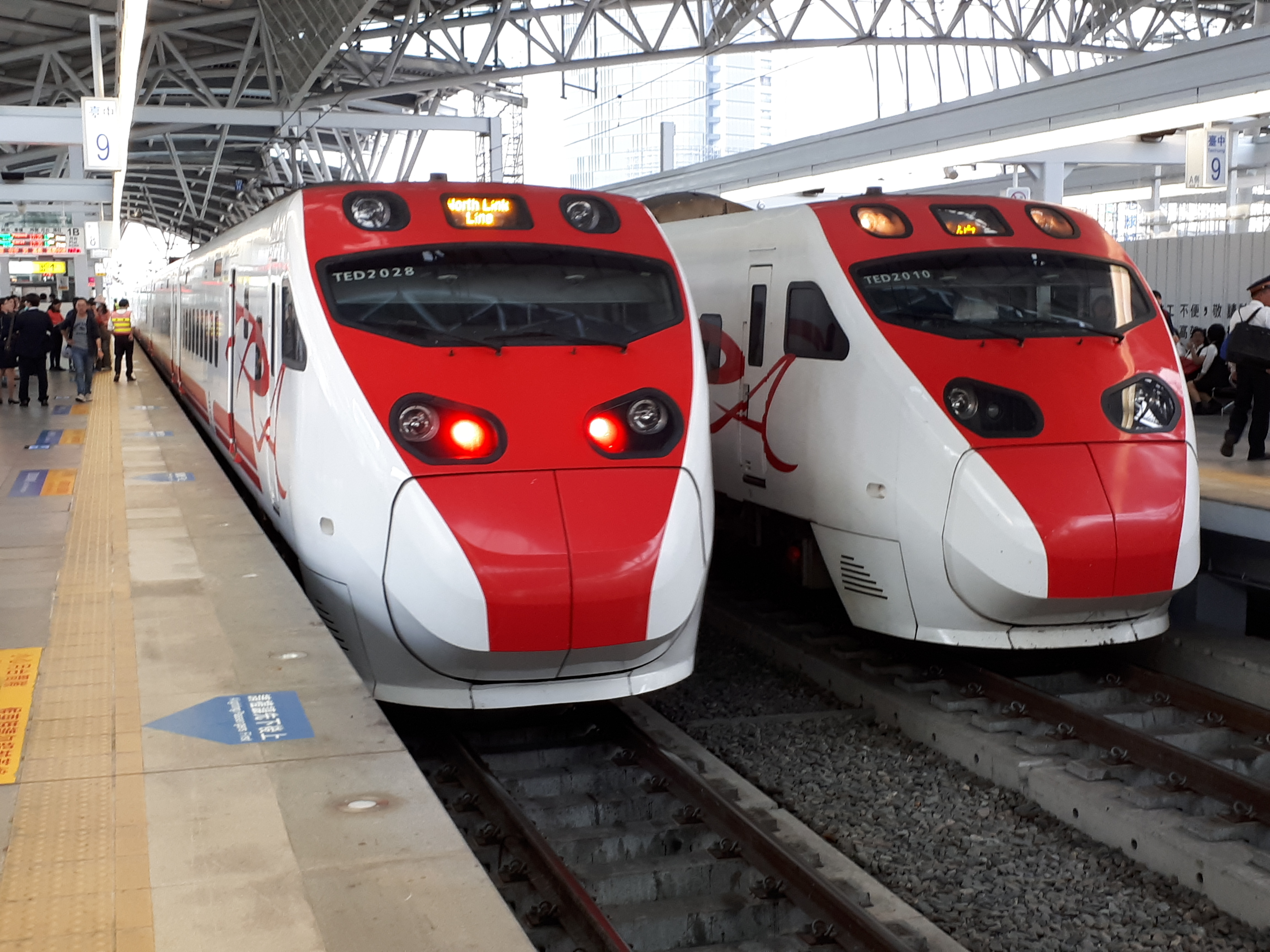
2列普悠瑪號於台中相遇
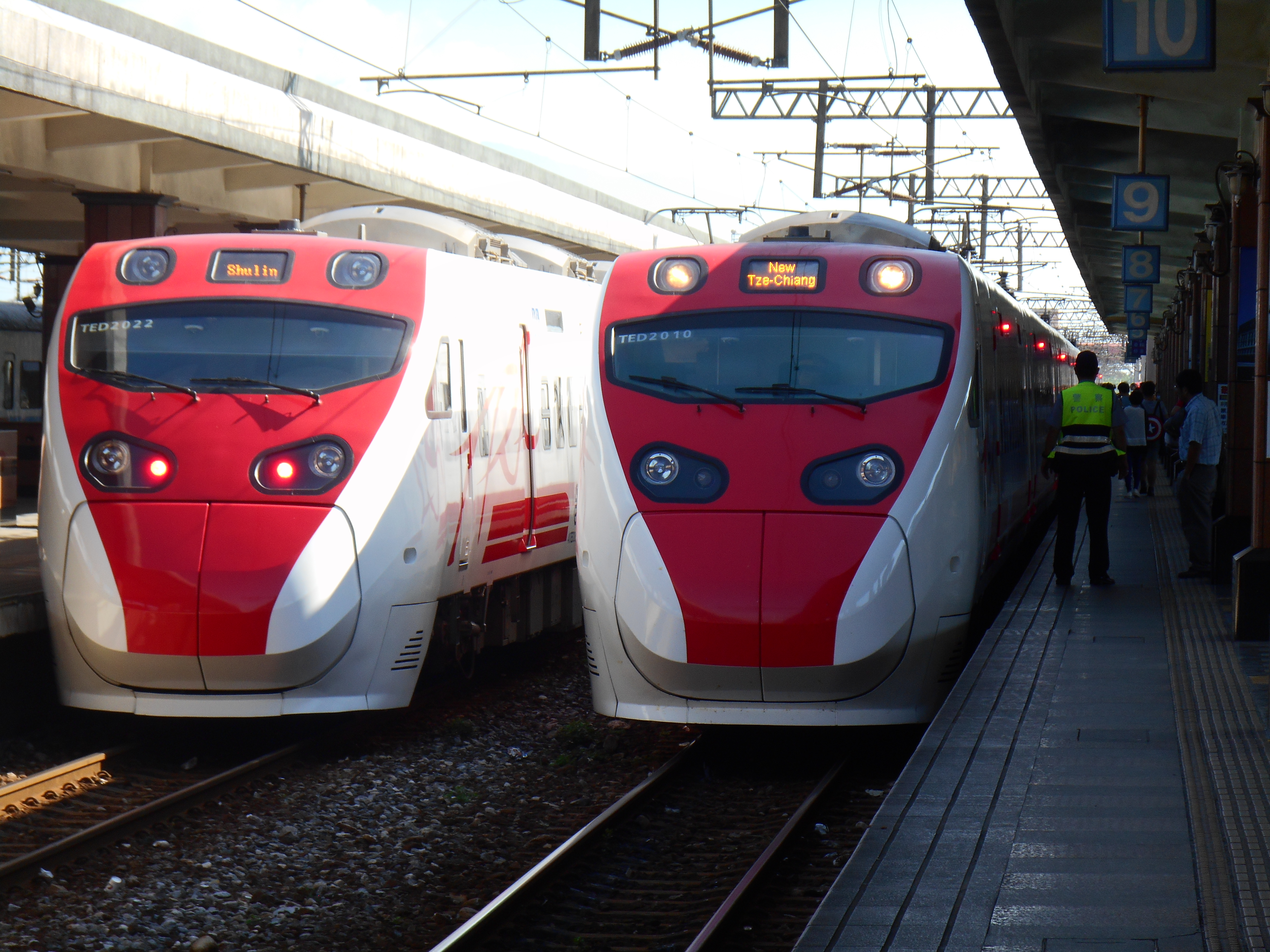
停靠在花蓮車站的2列普悠瑪號
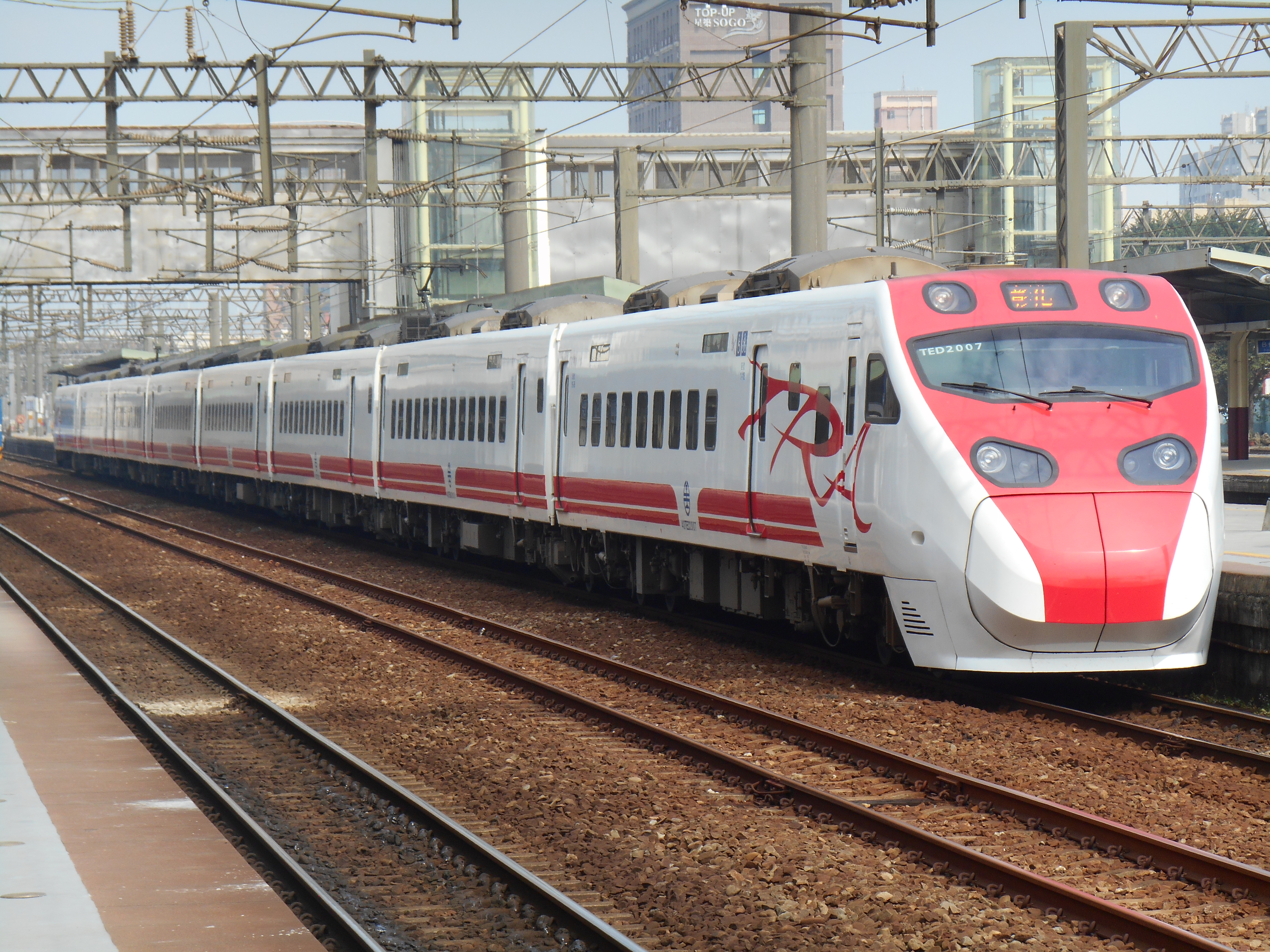
因2018年出軌事故而報廢的TEMU2007+2008編組
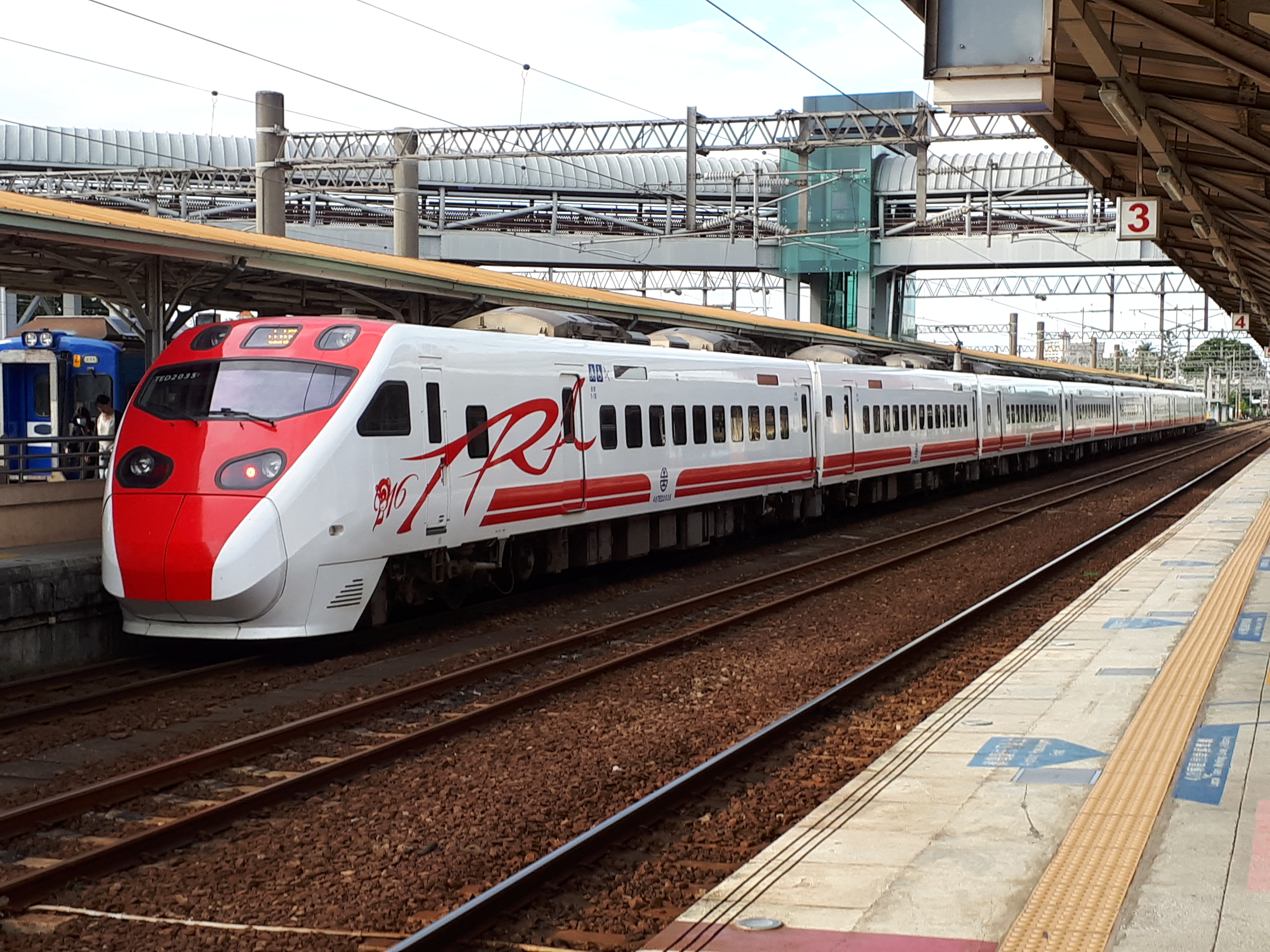
2016年增備的2列普悠瑪號優先投入東部使用

台鐵x東武友好彩繪列車

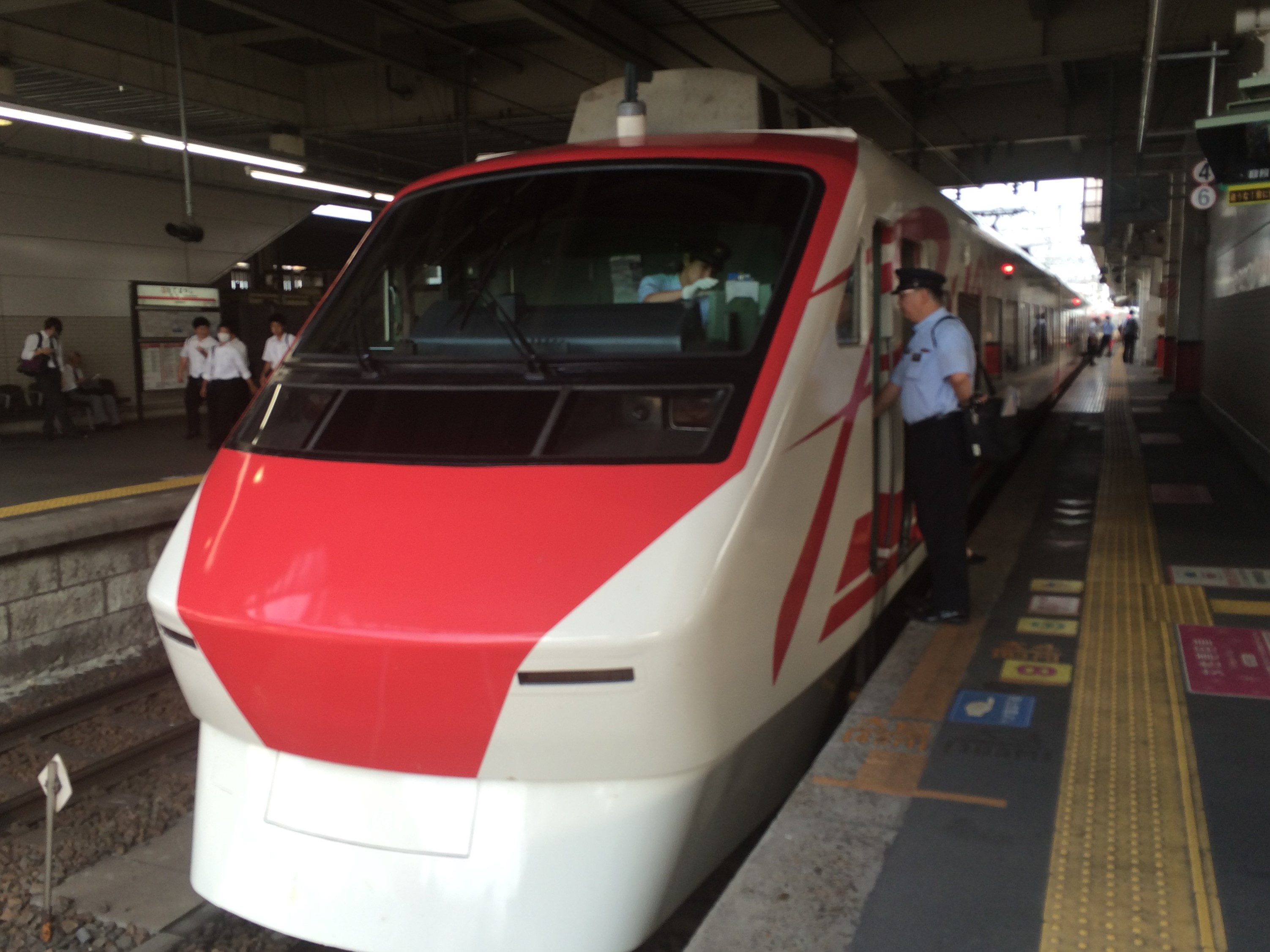
東武200型　台鐵彩繪列車（兩毛）號 （2016年7月7日）

## 外部連結
- 台灣鐵路管理局 （页面存档备份，存于）（繁體中文）（简体中文）（英文）（日語）
- （繁體中文）普悠瑪號(TEMU2000型)座位配置圖 （页面存档备份，存于）(來源：台鐵座位配置圖 （页面存档备份，存于）相簿)